# Larva bäsing

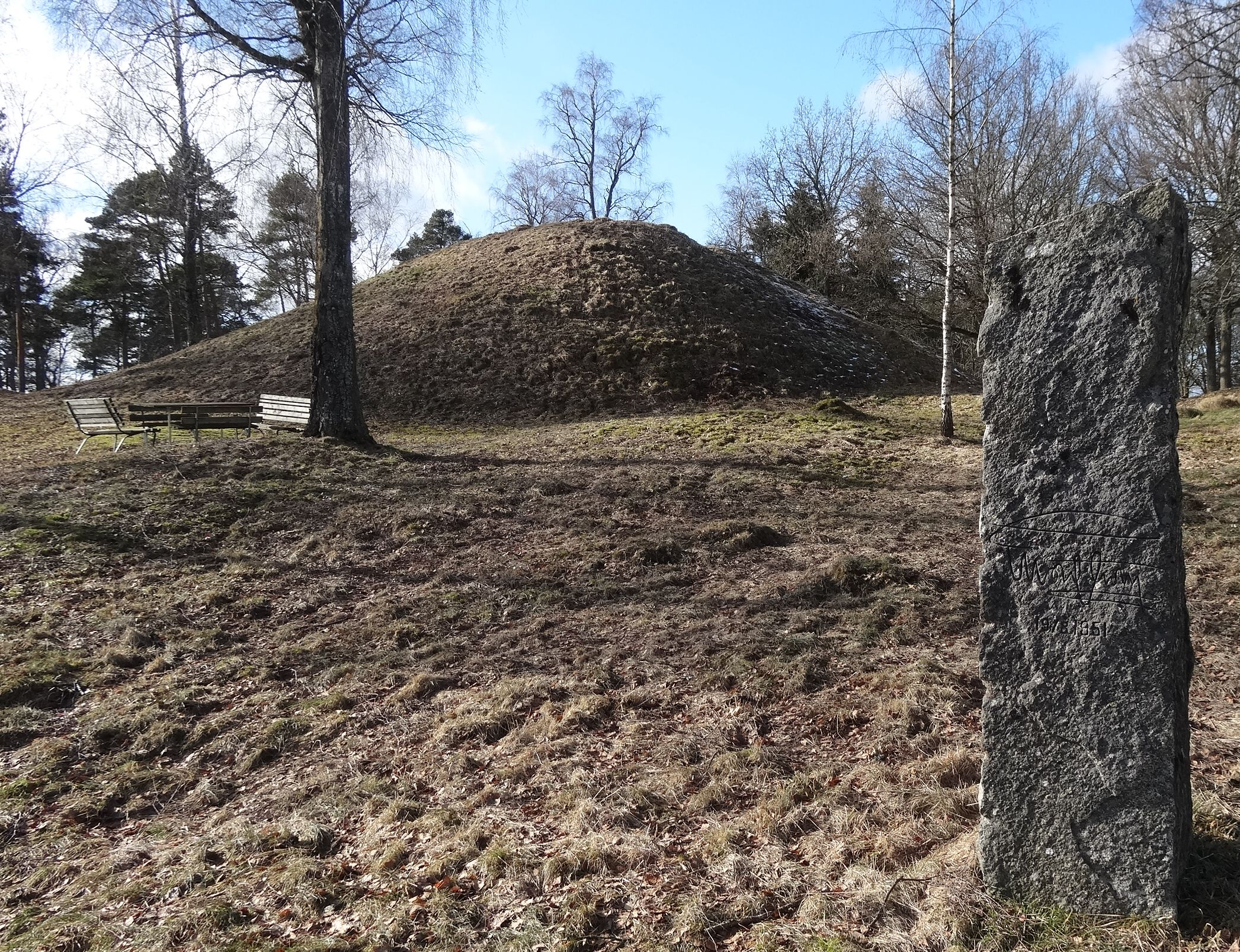
Storhögen Larva bäsing i Larv, Vara kommun. I förgrunden står en minnessten efter kung Gustav VI Adolfs besök på platsen 1951.

Larva bäsing eller bara Bäsingen är en kungshög, det vill säga en stor gravhög, belägen på ett litet gravfält cirka 150 meter söder om Larvs kyrka i Vara kommun i Västergötland. Denna storhög är 30 meter i diameter och fem meter hög. På storhögens topp finns en grop, som är 6 meter i diameter och en halv meter djup. På gravfältet finns även sju runda stensättningar, varav den största har en diameter på 10 meter. Invid högen finns en minnessten till minnet av kung Gustaf VI Adolfs besök på platsen 1951. Ytterligare fem mindre högar och närmare 20 stensättningar finns inom 100 meter från storhögen.

## Ordetbäsing
Det fornsvenska ordet bæsinger betyder troligen "upphöjd plats" eller "kulle" och förekommer i den så kallade lekarerätten (fornsvenska lekara-rætær) i Äldre Västgötalagen från 1200-talet. En gård strax söder om storhögen bär namnet Bäsingen.